# Driftsektion
En driftsektion är en lokal fackförening på en eller flera arbetsplatser med samma arbetsköpare. Den är den svenska syndikalistiska varianten av en fackklubb, främst inom SAC - Syndikalisterna. Driftsektionen samlar alla syndikalistiskt anslutna arbetare på arbetsplatsen oavsett yrke, avdelning eller anställningsform.
Driftsektionen skiljer sig från den reformistiska fackklubben genom att den är självstyrande i sina egna angelägenheter, beslutar om sin egen verksamhet, sina egna avtal och sina egna fackliga stridsåtgärder.